# يزيد بن أبي كبشة
يزيد بن أبي كبشة السكسكي الكندي من قبيلة السكاسك الكندية القحطانية ، يعد يزيد من كبار الأمراء بالدولة الاموية ورجالهم المخلصين

## نسبه
يزيد بن أبى كبشة السكسكى الشامي الدمشقي ، و اسم أبيه أبى كبشة جبريل بن يسار بن حيى بن قرط بن سبيل بن المقلد بن معدى كرب بن عريق بن السكسك بن أشرس بن كندة بن عفير بن عدى بن الحارث .

## نبذه
كان مقدم في قومه السكاسك ، وكبير الشأن وصاحب شرطة عبد الملك بن مروان ، وولي على الغزاة ، ثم تولي العراق للوليد بن عبد الملك بعد وفاه الحجاج بن يوسف الثقفي بعدما كان قبل ذلك نائبا للحجاج في العراق ، فلما تولى سليمان بن عبد الملك الخلافة ، ولاه خراج السند ، ونزلت رتبته قليلا ، فأدركه الأجل بالسند قبل عام مائة للهجرة .

## ولايته السند
عندما تولى الخلافة سليمان بن عبد الملك ولى يزيد بن أبي كبشة السكسكي السند فأخذ محمد بن القاسم الثقفي وقيده وحمله إلى العراق فقال محمد متمثلًا: أضاعوني وأي فتى أضاعوا ليومٍ كريهةٍ وسداد ثغر فبكى أهل السند على محمد فلما وصل إلى العراق حبسه صالح بن عبد الرحمن بواسط ، ومات يزيد بن أبي كبشة بعد قدومه أرض السند بثمانية عشر يومًا واستعمل سليمان بن عبد الملك على السند حبيب بن المهلب فقدمها وقد رجع ملوك السند إلى ممالكهم ورجع جيشبه بن داهر إلى برهمناباذ فنزل حبيب على شاطئ مهران فأعطاه أهل الور الطاعة وحارب قومًا فظفر بهم .

## وفاته
توفي في بداية خلافة سليمان بن عبد الملك والمرجح انه عام 97 هـ .

## روايته للحديث النبوي
- روى عن: أبي كبشة السكسكي، ومروان بن الحكم.[1]
- روى عنه: معاوية بن قرة، والحكم، وأبو بشر، وإبراهيم السكسكي.[1]